# استوديو كاي
استوديو كاي (باليابانية: スタジオKAI، بالروماجي: Kabushiki-gaisha Studio KAI) هو استوديو رسوم متحركة ياباني، تأسس في يونيو عام 2019 من قبل أي دي كاي إيموشنز ‏، ويقع مقره في سوغينامي في طوكيو.

## التاريخ
تأسس استوديو كاي من قبل أي دي كاي إيموشنز ‏ في يونيو عام 2019. في يوليو عام 2019 نقل استديو جونزو بعض أعمال إنتاج الأنمي إلى الاستوديو. أعلن الاستوديو عن خسارة 165 مليون ين في عام 2020.

## أعمال الاستوديو

### مسلسلات أنمي تلفزيونية
| العنوان                        | المخرج       | تاريخ بداية العرض | تاريخ نهاية العرض | عدد الحلقات | المراجع |
| ------------------------------ | ------------ | ----------------- | ----------------- | ----------- | ------- |
| أوما موسومي ديربي الجميلة      | كي أويكاوا   | 5 يناير 2021      | 30 مارس 2021      | 13          | [ 5 ]   |
| سوبر كوب                       | توشيرو فوجي  | 7 أبريل 2021      | TBA               | 12          | [ 6 ]   |
| فارس الهيكل العظمي في عالم آخر | كاتسومي أونو | TBA               | TBA               | TBA         | [ 7 ]   |

### أونا
| العنوان                                                    | المخرج            | تاريخ العرض                    | عدد الحلقات | مدة العرض   | مراجع  |
| ---------------------------------------------------------- | ----------------- | ------------------------------ | ----------- | ----------- | ------ |
| Cagaster of an Insect Cage                                 | كويتشي تشيغيرا    | 6 فبراير 2020                  | 12          | 25–33 دقيقة | [ 8 ]  |
| 7 Seeds 2nd Season                                         | يوكيو تاكاهاشي    | 26 مارس 2020                   | 12          | 24–31 دقيقة | [ 9 ]  |
| The New Prince of Tennis: Hyotei vs. Rikkai Game of Future | كيتشيرو كاواغوتشي | 13 ديسمبر 2021 - 17 أبريل 2021 | 2           | 45–47 دقيقة | [ 10 ] |

## وصلات خارجية
- الموقع الرسمي باللغة اليابانية
- استوديو كاي على موقع IMDb (الإنجليزية)